# セレブと貧乏太郎
『セレブと貧乏太郎』（セレブとびんぼうたろう、英語: Celeb&Poor）は、2008年10月14日から12月23日まで、フジテレビ系列の「火曜21時の連続ドラマ」枠で毎週火曜日21:00 - 21:54（JST）に放送された日本のテレビドラマ。通称「セレ貧」。上戸彩主演。全11回。

## あらすじ
世界のホテル王の父親と女優の母親を持ち、何不自由ない環境で育った令嬢・美田園アリス。5年前に妻と死別し、3人の子供を養いながら極貧生活を送るも、前向きに生きるワーキングプアの青年・佐藤太郎。地位も価値観も正反対、住む世界が違うと思われた2人だったが、ひょんなことから出会い…。

## キャスト
美田園 アリス（みたぞの ありす）〈23〉
演 - 上戸彩
本作の主人公。ホテル王の父親と女優の実母（5歳の時に他界）を持つ令嬢。幼少時から何不自由がない環境で育ち、苦労や忍耐とは無縁の生活を送っていた。世間知らずで、自由奔放かつ身勝手な性格ゆえにマスコミの標的となることも多い。他人の親切を素直に喜べない等、強がりな面もある。現在は、ファッションブランド『ラブ・アリス』を立ち上げ、プロデューサーとして活動する。父は多忙、父親の継妻である義母・真紀子とは不仲と、家族との交流は薄い。
佐藤 太郎（さとう たろう）〈30〉
演 - 上地雄輔
本作のもう1人の主人公。幼少時から金銭に苦労しており、日雇い労働者として働く、ワーキングプアの青年。鶏の朝子（あさこ）を飼っている。中学・高校時代は野球部に所属。高校時代に優希と出会い、卒業後に結婚。3人の子供を授かるが、5年前に妻と死別。仲間思いで、貧乏ながらも前向きな性格だが、余計な一言で早とちりすることが多い。安定した収入を得る為にアリス専属の運転手となるが、後に彼女の孤独な心を埋める唯一の存在となる。
安田 幸子（やすだ さちこ）〈29〉
演 - 国仲涼子
太郎の幼馴染で太郎の亡き妻・優希と共に野球部のマネージャーだった。恋愛には奥手。実は、太郎のことが好きだが、彼が優希のことが好きだった為に身を引くも、未だ想いは変わらない。現在はデザイナーを目指して『ラブ・アリス』の派遣社員として働き、第2話で晴れて正社員となり、一時は思い悩むも、第6話では社員としてアリスを手伝った。アリスのことを商店街の仲間の中で最も理解している人物といえる。
後藤田 司（ごとうだ つかさ）〈31〉
演 - 柏原崇
アリスの元恋人。美形で、聡明かつ有能な企業家。5年前にアリスと共にニューヨークへ旅立とうとするが、真紀子の言葉により彼女を置いて行ってしまう。そこでファンド会社社長を務めていたが、訳あって日本に帰国する。
大野 緑（おおの みどり）〈35〉
演 - 三浦理恵子
アリス専属のホテルの世話係。失敗が多く、よくアリスに怒られるが、彼女に助言を与えることもある。明るく寛大な性格。郡司を密かに想っているらしい。
公文 晃（くもん あきら）〈38〉
演 - 宅間孝行
アリスをしつこく追い回す、パパラッチの男性。なぜか、他界したアリスの実母について、よく知っている。
河田 陽子（こうだ ようこ）〈45〉
演 - キムラ緑子
『ラブ・アリス』のマネージャー。的確に仕事をこなす、リーダー的存在。
江原 まなみ（えはら -）〈28〉
演 - 中山恵
『ラブ・アリス』のデザイナー。何事も一生懸命だが、おっちょこちょいな所もある。
市井 静（いちい しずか）〈25〉
演 - 上野なつひ
『ラブ・アリス』のデザイナー。 しっかりとした性格。育ちが良い。
坂本 丈二（さかもと じょうじ）〈30〉
演 - 田村裕（麒麟）
太郎の幼馴染。良き相談相手で中学時代は彼と野球部に所属していたが、高校進学時に両親が蒸発したことで中退。現在は、鮮魚店を営みながら、弟・和樹の面倒を見ている。不器用だが、明るい性格。
坂本 和樹（さかもと かずき）〈14〉
演 - 黒木辰哉
丈二の弟。顔は兄と瓜二つ。中学生ながら、兄の為に多くのバイトをこなしたり、鮮魚店の経営を手伝う。兄・丈二とは喧嘩もするが、実際は非常に仲がよい。
柳沢 茂（やなぎさわ しげる）〈57〉
演 - 田山涼成
太郎の家の近所の青果店店主で商店街会長。
戸川 誠一（とがわ せいいち）〈46〉
演 - 酒井敏也
太郎の家の近所の理髪店店主。普段は気弱だが、肝心な時に冷静な意見を言うこともある。
津田 智彦（つだ ともひこ）〈24〉
演 - 是近敦之
『ラブ・アリス』派遣社員。大衆食堂『だるま』の常連客。正社員になれない現状に不満はあるが、いつか認められようと懸命に働いている。
佐藤 一郎（さとう いちろう）〈8〉
演 - 清水優哉
太郎の息子で長男。小学2年生。人見知りで引っ込み思案、内弁慶だが、しっかり者。
佐藤 花子（さとう はなこ）〈6〉
演 - 北村燦來
太郎の娘で長女。小学1年生。おませな性格。幸子の恋心を見抜いている。
佐藤 二郎（さとう じろう）〈5〉
演 - 小林海人
太郎の息子で末っ子。幼稚園児。明朗快活な性格。アリスと最初に仲良くなった人物。
佐藤 優希（さとう ゆき）（享年25）
演 - いとうあいこ
太郎の妻。高校時代、野球部のマネージャーを務めており、その時に太郎と出会い、卒業後に結婚するが、二郎の出産直後、他界。
美田園 真紀子（みたぞの まきこ）〈42〉
演 - 若村麻由美
アリスの義母で父の継妻。持ち前の美貌とビジネスセンスで、確固たる地位を築く。支配欲が強く、アリスがビジネスで大成していることに不満があり、彼女との仲も悪い。後藤田と繋がりがあり、彼と共にある計画を遂行しようとする。
安田 啓一（やすだ けいいち）〈53〉
演 - 山下真司
幸子の父親。大衆食堂『だるま』を経営する。優希亡き後は、太郎の子供達の面倒を見ている。口数は少ないが、いざという時は頼りになる兄貴分。「ニシヤマ」違いだったおかげで結婚詐欺師に遭わずに済んだ。
郡司 康夫（ぐんじ やすお）〈55〉
演 - 風間杜夫
アリスの秘書。彼女が3歳の頃から、面倒を見ている。彼女の身勝手さに手を焼いているが、実際は常に彼女のことを温かく見守っている。ただし、真紀子にだけは逆らえない。真面目な性格だが、真剣になるほど抜けてしまう所がある為、周囲から笑われてしまうことも。常に杖が手放せない。
美田園 總一郎（みたぞの そういちろう）
演 - 森山周一郎
アリスの父親。美田園グループの総帥であり、世界的なホテル王。仕事のために世界各地を転々としていたが、第5話で倒れ、危篤状態に陥る。その時は新聞の号外が出たほど。だが、継妻・真紀子によると、実際は風呂で倒れただけとのこと。第6話で総帥を辞任した。

### ゲスト
工場長
演 - 六平直政（1話）
上岡の元カノ
演 - 岩佐真悠子（1話）
上岡に未練があり、デート中のアリスと喧嘩
上岡翔
演 - 松田悟志（1話）
人気F1レーサー・アリスの新恋人
「モントーレ学園」神田理事長
演 - 中丸新将（2話）
ジェシカ
演 - 村川絵梨（5、6話）
アリスと同じくセレブを公言し、「ラブ・ジェシカ」を発信源に日本のファッション界に旋風を巻き起こす。
アルム公国大使館の大臣
演 - 市川勇（6話）
クララ
演 - アヤカ・ウィルソン（6話）
アルム公国のプリンセス。母親を失った寂しさなどを誰にも言えずにいた。ローリング・ストーンズの大ファン。
北芝健
演 - 北芝健（7話）
ドラマ内の報道番組で犯罪学者・元警視庁刑事のコメンテーターとして出演。急増する悪質な結婚詐欺についてコメント。
西山
演 - 姜暢雄（7話）
結婚詐欺師。結婚コンサルタントとして安田から依頼された男。本名は東郷十三。昔、小説家を目指していたことからアリスの自伝本を執筆した。
仁志山達夫
演 - 佐戸井けん太（7話）
安田が結婚コンサルタントだと思っていた男。本当はゴーストライター。商店街に関する本を執筆した。
高架下の屋台ラーメンの店主
演 - 金萬福（10話）
アリスと真紀子がラーメンを食べていた。
後藤田にオークションの話をした男
演 - 綿貫正市（10話）
安田啓一がバイトしていた店の店長
演 - アドゴニー（10話）
社長室で後藤田と話していた男
演 - ダンテ・カーヴァー（10話）

### 芸人枠のゲスト
若手芸人が毎回登場。
- 1話 太郎に派遣労働者の現状を話していた男 - みょーちゃん
- 2話 レストランのギャルソン - みっちー
- 3話 レストランの客 - 木下隆行（TKO）
- 4話 臨時運転手 - 天津木村
- 5話 警察官 - キングオブコメディ
- 6話 ドレスデザインコンペ審査員 - クールポコ
- 7話 研談社の編集者 - トータルテンボス
- 8話 警察官 - 響
- 9話 次期大統領・オバマ - ノッチ（デンジャラス）、SP・ジャック - 岸学（どきどきキャンプ）
- 10話 キャバレーの店長 - 小浦一優（芋洗坂係長）
- 最終話 ケーキ売りのアルバイト - 髭男爵

## スタッフ
- 企画 - 後藤博幸、成河広明
- 脚本 - 徳永友一、田中一彦、武藤将吾、古家和尚、樫田正剛
- 演出 - 松田秀知、石川淳一、佐藤源太、北川学（全て共同テレビ）
- プロデュース - 土屋健（共同テレビ）
- ナレーション - 森山周一郎
- 音楽 - 山下康介
- 主題歌 - いきものがかり「気まぐれロマンティック」（Epic Records）
- 挿入歌 - Safarii「Hero」（ソニー・ミュージックレコーズ）
- ファッション監修 - サマンサタバサジャパンリミテッド
- 制作 - フジテレビ、共同テレビ

## 放送日程
| 各話                                                      | 放送日   | サブタイトル                       | 脚本               | 演出     | 視聴率 | 備考     |
| --------------------------------------------------------- | -------- | ---------------------------------- | ------------------ | -------- | ------ | -------- |
| 第1話                                                     | 10月14日 | 資産7兆円の女と貯金残高3千円の男   | 徳永友一、田中一彦 | 松田秀知 | 17.6%  | 10分拡大 |
| 第2話                                                     | 10月21日 | イケナイkiss                       | 徳永友一、田中一彦 | 松田秀知 | 15.0%  | -        |
| 第3話                                                     | 10月28日 | 貧乏アリス（秘）報告               | 田中一彦           | 石川淳一 | 15.2%  | -        |
| 第4話                                                     | 11月04日 | やっちまったなぁ                   | 武藤将吾           | 佐藤源太 | 11.6%  | -        |
| 第5話                                                     | 11月11日 | 花嫁アリスを救え                   | 古家和尚           | 松田秀知 | 14.9%  | -        |
| 第6話                                                     | 11月18日 | ニセアリス大爆発                   | 田中一彦           | 北川学   | 11.4%  | -        |
| 第7話                                                     | 11月25日 | 大ゲンカのふたり                   | 古家和尚           | 佐藤源太 | 10.2%  | -        |
| 第8話                                                     | 12月02日 | さよなら父ちゃん                   | 田中一彦           | 松田秀知 | 11.2%  | -        |
| 第9話                                                     | 12月09日 | 結婚式当日、ありえない事が起こる!! | 樫田正剛           | 北川学   | 11.8%  | -        |
| 第10話                                                    | 12月16日 | さよなら太郎 前編                  | 樫田正剛           | 佐藤源太 | 10.4%  | -        |
| 最終話                                                    | 12月23日 | さよなら太郎・衝撃と感動の聖夜!!   | 田中一彦           | 松田秀知 | 14.3%  | 15分拡大 |
| 平均視聴率13.2%（視聴率は関東地区・ビデオリサーチ社調べ） |          |                                    |                    |          |        |          |

## その他
- 企画当初につけられていたタイトルは『セレブと大貧民』であった。また上戸彩が演じる役名「美田園アリス」も当初は「平田アリス」だった。
- タイアップ企画ではないが、『爆笑レッドカーペット』などで活躍している人気芸人が毎回出演していた。
- 本作と『爆笑レッドカーペット』をフジテレビオンデマンドで1回分300円でネット配信を開始。放送済みの数回分は2008年11月1日から配信し、11月以降に放送されるものは放送数日後に配信されていた。在京キー局では初の事例[1][2]。

## 最終回直前SP
2008年12月23日の最終回放送に先立ち、当ドラマの前枠『カスペ!』で「緊急生放送!最終回直前!セレブと貧乏太郎豪華キャスト勢ぞろいSP」が放送された。当特番では上戸・上地ら当ドラマの出演者が生放送のスタジオに集結し、出演者とお笑い芸人がゲームを楽しんだり、当ドラマのこれまでのストーリーとNGシーンなどを紹介する内容だった。火9ドラマ枠の作品が「カスペ!」で最終回直前に特番が放送されるのは初の試みであった。最終回当日はニュースを挟んで3時間9分で「セレブと貧乏太郎」が放送されたことになった。

### 出演者
※ドラマキャストは除く
進行
- 福井謙二（フジテレビアナウンサー）
- 高島彩（フジテレビアナウンサー）
- 中野美奈子（フジテレビアナウンサー）

ゲスト芸人
- 狩野英孝（VTRのみ）
- 響（VTRのみ）
- 渡辺直美（VTRのみ）
- レイザーラモンHG（VTRのみ）
- トータルテンボス（VTRのみ）
- 天津木村（VTRのみ）
- どきどきキャンプ（佐藤満春はVTRのみ、岸学は生放送にも出演）
- ノッチ
- キングオブコメディ
- みっちー

## DVD情報
「セレブと貧乏太郎 DVD-BOX」（VIBF-5411～7）
- 2009年3月27日発売
- 本編Disc6枚（6枚目は第11話+特典映像）+特典映像Discの全7枚組